# Colias interior
Colias interior is een vlindersoort uit de familie van de Pieridae (witjes), onderfamilie Coliadinae.
De soort komt voor in een groot deel van Canada en aangrenzende delen van de Verenigde Staten.
Colias interior werd in 1862 beschreven door Scudder.